# Nazionale femminile di hockey su pista dell'Uruguay
La nazionale di hockey su pista femminile dell'Uruguay è la selezione femminile di hockey su pista che rappresenta l'Uruguay in ambito internazionale.

Attiva dal 2012, opera sotto la giurisdizione della Federazione di pattinaggio dell'Uruguay.

## Risultati

### Campionato del mondo
| Edizione | Sede/i            | Piazzamento      | G | V | N | P |      |
| 1992     | Springe           | Non partecipante | - | - | - | - | n.d. |
| 1994     | Tavira            | Non partecipante | - | - | - | - | n.d. |
| 1996     | Sertãozinho       | Non partecipante | - | - | - | - | n.d. |
| 1998     | Buenos Aires      | Non partecipante | - | - | - | - | n.d. |
| 2000     | Marl              | Non partecipante | - | - | - | - | n.d. |
| 2002     | Paços de Ferreira | Non partecipante | - | - | - | - | n.d. |
| 2004     | Wuppertal         | Non partecipante | - | - | - | - | n.d. |
| 2006     | Santiago del Cile | Non partecipante | - | - | - | - | n.d. |
| 2008     | Honjō             | Non partecipante | - | - | - | - | n.d. |
| 2010     | Alcobendas        | Non partecipante | - | - | - | - | n.d. |
| 2012     | Recife            | 12º posto        | 8 | 3 | 0 | 5 | Rosa |
| 2014     | Tourcoing         | Non partecipante | - | - | - | - | n.d. |

### Coppa America
| Edizione | Sede/i            | Piazzamento      | G | V | N | P |      |
| 2006     | Santiago del Cile | Non partecipante | - | - | - | - | n.d. |
| 2007     | Santiago del Cile | Non partecipante | - | - | - | - | n.d. |
| 2010     | Vic               | Non partecipante | - | - | - | - | n.d. |
| 2011     | Sertãozinho       | 4º posto         | 4 | 1 | 0 | 3 | Rosa |